# Decil (estadística)
En estadística descriptiva, un decil es cualquiera de los nueve valores que dividen a un grupo de datos ordenados en diez partes iguales, de manera que cada parte representa 1/10 de la muestra o población. Un decil es una de las posibles formas de un cuantil; otras incluyen el cuartil y el percentil.

## Cálculo de los deciles
Los deciles se calculan como si fueran 10 cuantiles, de manera que:
- El primer decil separe el juego de datos entre el 10% de los valores inferiores, y el resto de los datos.
- Y el noveno decil separe los datos entre el 90% de los valores inferiores y el 10% de los valores superiores.

El decil, al igual que otros cuantiles, tiene un porcentaje asignado al dividir la población en 10 partes iguales, a diferencia del percentil que lo hace en 100 partes iguales.
El término decil también se usa para designar cada uno de los diez grupos de valores (de la  población o de una muestra) y también, a los diez intervalos que contienen el mismo número de datos: el decil enésimo, es el intervalo entre el decil número 1 (n-1) y el decil número n (desde n=1 hasta n=10).[cita requerida]